# Ропиця Гурна
Ропиця Гурна, раніше Руська Ропиця (пол. Ropica Górna, раніше пол. Ropica Ruska, Ropica Sękowska) — лемківське село в Польщі, у гміні Сенкова Горлицького повіту Малопольського воєводства. Населення — 572 особи (2011).

## Назва
Після депортації українців польський уряд 19 серпня 1949 р. змінив назву села з «Руська Ропиця» (Ropica Ruska) на «Ропиця Ґурна» (Ropica Górna).

## Розташування
Лежить у Низькому Бескиді, в долині річки Сенкувки — правої притоки Ропи.
Через село пролягає воєводська дорога № 977.

## Історія
Королівське село бецького староства наприкінці XVI ст. Згадується в податковому реєстрі 1581 року як село Бецького староства у Бецькому повіті, було парохією, були 6,5 селянських ланів, 1 коморник з тягловою худобою, 2 коморники без тяглової худоби, 1,5 лану солтиса і тартак.
У 1914 р. за москвофільство 20 жителів села заарештовано і вислано до Талергофу.
У роки Першої світової війни на території села 5 місяців точилися запеклі бої та так званий Горлицький прорив.
В 1936 р. в селі (разом із присілком Драгашів) нараховувалося 736 греко-католиків.
В 1946 р. в околицях села діяли повстанці УПА з сотні «Бродича».
До 1945 р. в селі була дочірня церква греко-католицької парохії Маластів Горлицького деканату, до якої належали також Пантна, Драгашів і Сенкова. У селі було переважно лемківське населення: з 800 жителів села — 710 українців, 80 поляків і 10 євреїв. Після Другої світової війни частину лемків вивезли в СРСР, а 195 осіб 10 червня 1947 р. під час операції «Вісла» депортували на понімецькі землі, в селі залишилося 172 поляки і 30 українців. На зламі 1950-1960-х років деякі депортовані лемки повернулись до рідного села. З 1968 р. відновлено греко-католицькі відправи.
У 1975—1998 роках село належало до Новосондецького воєводства.

## Демографія
Демографічна структура станом на 31 березня 2011 року:
|          | Загалом | Допрацездатний вік | Працездатний вік | Постпрацездатний вік |
| -------- | ------- | ------------------ | ---------------- | -------------------- |
| Чоловіки | 289     | 67                 | 201              | 21                   |
| Жінки    | 283     | 67                 | 167              | 49                   |
| Разом    | 572     | 134                | 368              | 70                   |

## Місцеві пам'ятки
Об'єкти, перераховані в реєстрі пам'яток Малопольського воєводства:
- Греко-католицька церква св. apx. Михаіла 1819 року, дерев'яна, іконостас XVIII ст.: після виселення лемків перетворена на костел.
- 4 військові кладовища з Першої світової війни № 67, № 68, № 77, № 78.

Серед прізвищ мешканців було прізвище Пироганич пол. Piroganicz, про що свідчать Австрійські кадастрові записи, які згадує Красовський (1787) (Lemko Surnames cited by Krasovs'kyj from 1787 Austrian Cadastral Records) як Piroganicz.

## Народились
- Смарж Іван «Помста» (*1926 — †1951, Коломийський р-н Івано-Франківської обл.) — член ОУН з 1945 р., референт господарки СКВ 7-го району надрайону «Бескид». Заарештований поляками у 1945 р. та засуджений до 3 років ув'язнення. Після звільнення перейшов у підпілля та діяв у складі боївки СБ 4-го району надрайону «Бескид». 24.08.1948 р. з групою підпільників прибув у Західну Німеччину. Кур'єр Проводу ЗЧ ОУН до підпілля ОУН у Польщі (08.1949-04.1950). У червні 1950 р. разом із Євгеном Гурою — «Славком», в якості кур'єрів доставили пошту з Польщі в Україну, а восени того ж року скеровані за кордон — до Проводу ЗЧ ОУН, куди щасливо добралися у жовтні 1950 р. Закінчив англійську розвідувальну школу (05.1951). Як керівник кур'єрської групи Проводу ЗЧ ОУН 15.05.1951 р. десантувався в околиці м. Коломиї на Івано-Франківщині, де невдовзі і загинув. Відзначений Срібним хрестом бойової заслуги 1 класу (20.07.1950)[7].